# Calophyllum costatum
Calophyllum costatum là một loài thực vật có hoa trong họ Calophyllaceae. Loài này được F.M.Bailey mô tả khoa học đầu tiên năm 1899.